# Boa EC
Der Boa Esporte Clube ist ein Fußballverein aus Varginha im brasilianischen Bundesstaat Minas Gerais.
Der Verein wurde am 30. April 1947 in Ituiutaba als Boa Vontade Esporte Clube gegründet und gewann gleich die Taça Philco. Im selben Jahr wurde der Klub zu Ituiutaba Esporte Clube umbenannt.
Im Jahr 1998 wird der Ituiutaba EC ein professioneller Sportverein. und spielte erstmals in der zweiten Liga der Staatsmeisterschaft von Minas Gerais. 2004 gelang der Gewinn dieser Spielklasse. Zudem gewann Ituiutaba EC die Taça Minas Gerais. 2010 wurden sie Vizemeister der Série C, 2011 gelang wieder der Sieg in der 2. Liga der Campeonato Mineiro, und 2012 der erneute Sieg bei der Taça Minas Gerais.
Im Jahr 2011 wurde der Klub zu Boa Esporte Clube umbenannt, da der Verein nach Varginha aufgrund Stadionumbauten umziehen musste.

## Erfolge
Série C
- Meister: 2016
- Vizemeister: 2010

2. Liga der Campeonato Mineiro
- Meister: 2004, 2011

Taça Minas Gerais
- Meister: 2007, 2012